# Conan O'Brien
Conan Christopher O'Brien (Brookline, 18 aprile 1963) è un conduttore televisivo, autore televisivo, comico e attore statunitense di origini irlandesi.
Ha condotto il Late Night with Conan O'Brien, talk show della NBC, dal 1993 al 2009. Dal 1º giugno 2009 al 22 gennaio 2010 ha sostituito Jay Leno a The Tonight Show sulla medesima rete, abbandonando il programma dopo soli sette mesi di conduzione per contrasti con il network. Dal 2010 al 2021 è stato inoltre conduttore e produttore esecutivo del late-night talk show Conan sulla TBS.
Dopo il ritiro dalle scene di David Letterman, avvenuto il 20 maggio 2015, O'Brien è divenuto per alcuni anni il conduttore di talk show notturni statunitensi con più anzianità di servizio. Il primato è tuttavia terminato nel giugno 2021, con il suo ritiro dalla televisione tardo-serale dopo quasi 28 anni di attività.

## Biografia
Conan O'Brien è cresciuto in una famiglia cattolica irlandese con sei fratelli a Brookline, periferia di Boston. Suo padre Thomas è medico al Brigham and Womens' Hospital e professore associato all'Università Harvard, mentre sua madre Ruth Reardon O'Brien è un'ex avvocata che ha esercitato nello studio Ropes & Gray di Boston fino al 1997.
Il 12 gennaio 2002 O'Brien ha sposato la pubblicitaria Liza Powel a Seattle. La coppia ha due figli, Neve, nata il 14 ottobre 2003 a New York e Beckett, nato il 9 novembre 2005 a New York.

## Carriera

### Saturday Night Live(1987-1991)
Dopo aver conseguito una laurea magna cum laude in storia e letteratura all'Università Harvard e aver fatto parte della Harvard Lampoon, scrisse per diversi spettacoli comici a Los Angeles, prima di venire assunto nel gennaio 1988 come autore al Saturday Night Live. Nel 1991 divenne uno degli autori de I Simpson, una delle sitcom animate più popolari della storia della televisione.

### I Simpson(1991-1993)

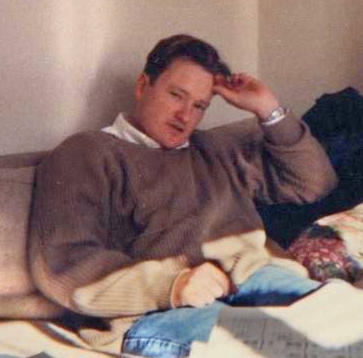
O'Brien negli uffici del team autori de I Simpson, 1992

Dal 1991 al 1993 O'Brien fu uno degli sceneggiatori e produttori de I Simpson. Quando egli giunse la prima volta alla Fox, gli venne temporaneamente assegnato quello che era stato l'ufficio di Jeff Martin. Conan era nervoso ed intimorito, pensando di fare una brutta figura davanti a un gruppo di autori valido e collaudato come quello della serie, ma si inserì molto rapidamente nel gruppo, e scrisse alcuni episodi della serie che sono considerati tra i migliori di sempre, come Marge contro la monorotaia e Homer va all'università. In generale, critici, fan e persino quelli che lavoravano al programma riconobbero che la serie "cambiò direzione" dopo Marge contro la monorotaia. Lo show, dopo l'arrivo di O'Brien, prese una piega maggiormente surreale. Oltre a questi episodi, Conan scrisse La nuova ragazza del quartiere e La paura fa novanta IV.
Nel frattempo, David Letterman, conduttore del Late Night stava per abbandonare lo show, e chiese al produttore Lorne Michaels (creatore del Saturday Night Live) di cercare un nuovo presentatore. Michaels chiamò O'Brien in veste di produttore; ma egli disse che era interessato piuttosto alla conduzione del programma. Fu quindi organizzato per lui un provino sul palco del Tonight Show. Jason Alexander e Mimi Rogers erano gli ospiti in studio, e il pubblico era composto dagli autori de I Simpson. La sua performance venne trasmessa via satellite a New York, dove Lorne Michaels e la dirigenza NBC visionarono il tutto. Il provino andò bene, e Conan O'Brien fu scelto come nuovo conduttore del Late Night il 26 aprile 1993.
La Fox, tuttavia, non voleva rescindere il contratto con O'Brien. Alla fine, lui e la NBC si divisero a metà l'ammontare della penale per liberarlo dagli obblighi contrattuali.

### Late Night with Conan O'Brien(1993-2009)
Il 26 aprile 1993 O'Brien venne scelto come conduttore del Late Night, dove sostituisce David Letterman. In 16 anni, il programma ha ottenuto una media di circa 2,5 milioni di telespettatori.
Inizialmente gli ascolti calano, e i critici attaccano O'Brien. Generalmente, la critica lo vede troppo nervoso e insicuro davanti alle telecamere, e lo giudica "troppo intelligente, troppo East Coast, troppo sofisticato, troppo giovane e persino troppo alto per avere successo". Lo show è a costante rischio di cancellazione; e tocca il punto più basso nel 1994, quando la NBC decide di rinnovare il contratto di Conan di settimana in settimana. La dirigenza sarebbe ansiosa di sostituirlo con Greg Kinnear, conduttore del talk show Later.
Le cose iniziano a migliorare lentamente con il passare del tempo. Lo show aumenta di popolarità e la qualità degli sketch e delle rubriche sale ("If They Mated", "Desk Drive", "In the Year 2000"). Nello spazio di un anno, la formula si rivela vincente, e diventano famosi personaggi ricorrenti nel programma, come "L'orso che si masturba".
Il pubblico di O'Brien, in larga parte costituito da giovani di sesso maschile, sostiene il programma e lo show entra stabilmente nella lista dei migliori indici d'ascolto, continuando a farlo per 15 stagioni.

### The Tonight Show(2009-2010)
Nel 2004 O'Brien negozia un nuovo contratto con la NBC, dove viene siglato un accordo secondo il quale Conan O'Brien avrebbe sostituito Jay Leno alla guida del Tonight Show nel 2009. La prima puntata del Tonight Show di Conan va in onda il 1º giugno 2009 con ospiti Will Ferrell e i Pearl Jam.
Durante la registrazione della puntata del Tonight Show di venerdì 25 settembre 2009, Conan si infortuna cadendo malamente e battendo la testa mentre stava correndo una gara come parte di una scenetta comica con l'ospite Teri Hatcher. Trasportato all'ospedale fu sottoposto a vari esami e poi dimesso il giorno stesso. Quella sera, a causa dell'incidente, venne mandata in onda una replica, ma O'Brien tornò al lavoro il lunedì successivo e citò scherzosamente l'infortunio prendendosi gioco dell'accaduto.

#### Abbandono delThe Tonight Show

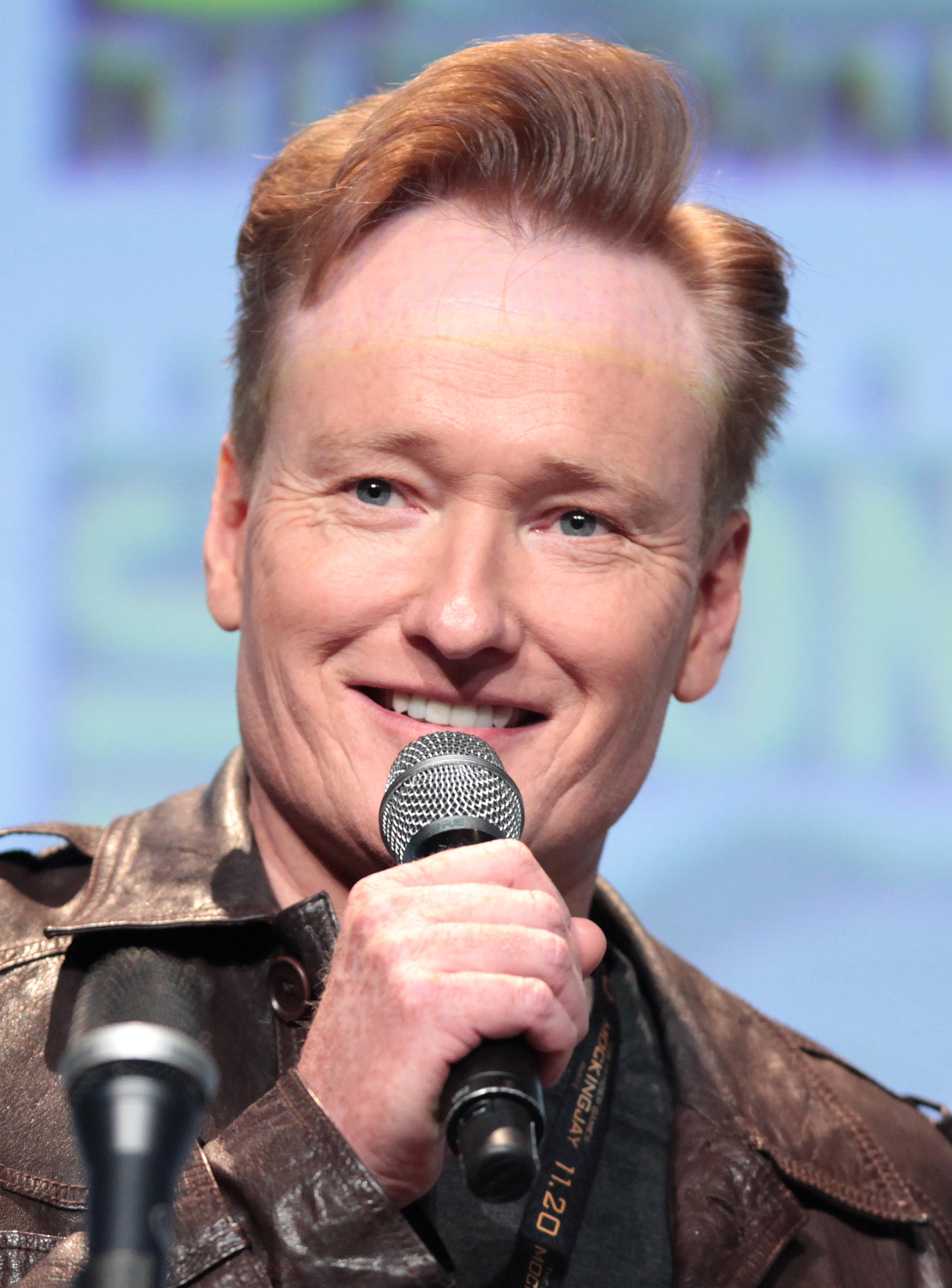
Conan O'Brien al San Diego Comic-Con International 2015

Il 7 gennaio 2010 il produttore esecutivo della NBC Jeff Zucker incontrò Leno e O'Brien per discutere come spostare Leno dalla prima serata, dove i suoi ascolti erano bassi, e riportarlo in seconda serata, dove anche O'Brien aveva un'audience limitata. La proposta fu di spostare il Tonight Show alle 24:05 per inserire uno show di 30 minuti condotto da Leno alle 23:35. Il 10 gennaio, Jeff Gaspin, presidente della NBC Universal Television Entertainment conferma ufficialmente lo spostamento di orario del The Jay Leno Show. In disaccordo con questa decisione, il 12 gennaio O'Brien rassegna le dimissioni da conduttore dello show dopo soli sette mesi dal suo insediamento, ricevendo una buonuscita di 45 milioni di dollari (di cui 12 vennero destinati allo staff).
(Conan O'Brien)
L'ultima puntata del Tonight Show con Conan andò in onda il 22 gennaio 2010, e gli ospiti in studio furono Tom Hanks, Steve Carell (che in uno sketch distrusse il badge NBC di Conan), Neil Young, e Will Ferrell.
Jay Leno tornò quindi alla conduzione del Tonight Show, a causa delle dimissioni di Conan, e fu molto criticato per questa scelta considerata "opportunista" e scorretta nei confronti del collega.

### Conan(2010-2021)
Dopo aver condotto un tour in 30 città statunitensi, il 12 aprile 2010 viene annunciato il suo ritorno in televisione sul canale via cavo TBS con lo show omonimo Conan. Ad aprile 2013 il programma viene rinnovato fino al 2015. Nonostante nel maggio 2017 la TBS avesse comunicato un ulteriore prolungamento fino al 2022, l'ultima puntata del programma va in onda il 24 giugno 2021.

#### Conan Without Borders(2015-2019)
Nel febbraio 2015, a seguito del "disgelo cubano", O'Brien divenne il primo personaggio televisivo americano a girare a Cuba in oltre mezzo secolo. Successivamente visitò l'Armenia per il suo prossimo show all'estero, durante il quale mise in risalto la sua assistente Sona Movsesian, di origini armene. Durante il soggiorno, Conan fece un'apparizione cameo in una soap opera locale interpretando il ruolo di un gangster. Nell'aprile 2016, O'Brien visitò la Corea del Sud in risposta alla lettera di un fan che lo esortava a visitare il paese. La sua visita incluse un viaggio nella zona coreana demilitarizzata al confine con la Corea del Nord. Questi viaggi divennero in seguito parte della serie Conan Without Borders, nel corso della quale O'Brien visitò tredici nazioni in totale. La serie divenne uno dei suoi lavori più popolari, vincendo anche un premio Emmy nel 2018.

### Altro
- Nel 2016 ha ricevuto il titolo onorario di cintura nera III Dan in Taekwondo WTF in seguito ad un suo lavoro documentaristico sulla cultura coreana[35].
- Ha presentato i Premi Emmy 2002, 2003 e 2006.
- È stato protagonista di vari cameo, tra cui I Simpson, 30 Rock, How I Met Your Mother, Web Therapy, One More Happy Ending.
- Dal novembre 2018 presenta il podcast settimanale Conan O'Brien Needs a Friend.
- Nel 2020 appare in un cameo all'interno del videogioco Death Stranding [36]
- Il 2 marzo 2025 ha condotto la 97ª edizione dei premi Oscar che si è tenuta a Los Angeles al Dolby Theatre.[37]

### Conan O'Brien Must Go(2024–presente)
Il 18 aprile 2024 HBO distribuì la serie di viaggio in quattro episodi intitolata Conan O'Brien Must Go su Max. La serie vede O'Brien viaggiare in Norvegia, Argentina, Thailandia ed Irlanda per incontrare dei fan che avevano interagito in precedenza con lui durante il podcast Conan O'Brien Needs a Fan. Lo show viene confermato per una seconda stagione grazie all'ottimo riscontro di pubblico e critica.

## Soprannome

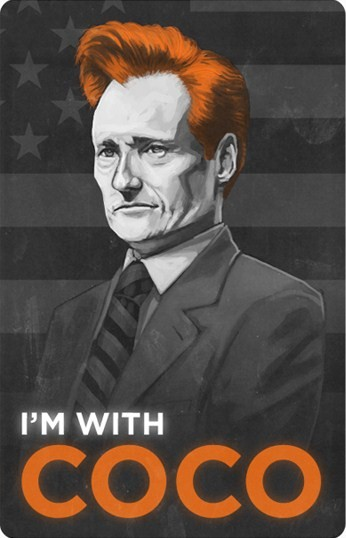
Un poster creato da Mike Mitchell in sostegno a Conan durante i suoi problemi con la dirigenza del Tonight Show nel 2010, che mostra il soprannome "Coco"

Conan acquisisce il soprannome "Coco" a seguito dell'utilizzo dello stesso nel primo sketch "Twitter Tracker" durante la seconda puntata del suo Tonight Show. L'ospite Tom Hanks lo chiamò così nel corso della sua successiva intervista, chiedendo anche al pubblico in sala di ripeterlo in coro. In reazione all'epiteto, Conan rispose scherzosamente a Hanks: «Se attecchisce [il soprannome], ti faccio causa!»

## Stile
A Late Night O'Brien divenne celebre per il suo stile di conduzione disinvolto e spontaneo, definito "autoironico" sia dai media che dallo stesso O'Brien. Frequenti sono le battute circa il suo stesso aspetto fisico (specialmente l'acconciatura) e la presenza di spalle comiche da lui "vessate", come Andy Richter o l'imperturbabile Jordan Schlansky.
Tra le sue influenze comiche O'Brien cita Carol Burnett, Bob Newhart, David Letterman, Peter Sellers, Sid Caesar, i cartoni animati della Warner Bros., Johnny Carson, Ernie Kovacs, Bob Hope, e Woody Allen; e al momento del suo ritiro da Conan, descrisse il suo stile come la ricerca di una "strana, fantasmatica intersezione tra intelligenza e stupidità".

## Programmi televisivi
- Saturday Night Live (autore, 1988-1991)
- I Simpson (autore e produttore, 1991-1993)
- Late Night with Conan O'Brien (1993-2009)
- The Tonight Show (giugno 2009-gennaio 2010)
- Conan (2010-2021)
- Conan Without Borders (2015-2019)
- Conan O'Brien Must Go (autore e produttore, 2024-presente)

## Filmografia

### Cinema
- Pootie Tang, regia di Louis C.K. (2001)
- Vanilla Sky, regia di Cameron Crowe (2001)
- Storytelling, regia di Todd Solondz (2001)
- Vita da strega (Bewitched), regia di Nora Ephron (2005)
- The Great Buck Howard, regia di Sean McGinly (2008)
- Now You See Me - I maghi del crimine (Now You See Me), regia di Louis Leterrier (2013)
- I sogni segreti di Walter Mitty (The Secret Life of Walter Mitty), regia di Ben Stiller (2013)
- Sandy Wexler, regia di Steven Brill (2017)
- Weird - La storia di Al Yankovic (Weird: The Al Yankovic Story), regia di Eric Appel (2022)
- If I Had Legs I'd Kick You, regia di Mary Bronstein (2025)

### Televisione
- Arli$$ – serie TV, episodio 1×07 (1996)
- L'atelier di Veronica (Veronica's Closet) – serie TV, episodio 1×13 (1998)
- Spin City – serie TV, episodio 3×01 (1998)
- The Rutles 2: Can't Buy Me Lunch, regia di Eric Idle – film TV (2002)
- The Office – serie TV, episodio 2×16 (2006)
- 30 Rock – serie TV, episodi 1×07, 7×12 (2006-2013)
- Web Therapy – serie TV, 3 episodi (2012)
- How I Met Your Mother – serie TV, episodio 7×17 (2012)
- Newsreaders – serie TV, episodio 1×10 (2013)
- Le idee esplosive di Nathan Flomm (Clear History), regia di Greg Mottola – film TV (2013)
- Arrested Development - Ti presento i miei (Arrested Development) – serie TV, episodio 4×04 (2013)
- Nashville – serie TV, episodio 2×02 (2013)
- C'è sempre il sole a Philadelphia (It's Always Sunny in Philadelphia) – serie TV, episodio 9×01 (2013)
- Maron – serie TV, episodio 2×12 (2014)
- The Comeback – serie TV, episodio 2×08 (2014)
- Ground Floor – serie TV, episodio 2×08 (2015)
- Clipped – serie TV, episodio 1×02 (2015)
- Gute Zeiten, schlechte Zeiten – soap opera (2016)
- Un posto al sole – soap opera (2018) - cameo
- Kidding - Il fantastico mondo di Mr. Pickles (Kidding) – serie TV, episodio 1×01 (2018)
- Silicon Valley – serie TV, episodio 6×07 (2019)
- Murderville – serie TV, episodio 1×01 (2022)

### Doppiatore
- I Simpson (The Simpsons) – serie animata, episodio 5×12 (1994)
- Dr. Katz, Professional Therapist – serie animata, episodi 4×10 e 6×18 (1997, 2002)
- Space Ghost Coast to Coast – serie animata, episodio 6×07 (1999)
- Futurama – serie animata, episodio 2×08 (1999)
- Robot Chicken – serie animata (2005-2008)
- O'Grady – serie animata, episodio 2×01 (2006)
- Gli zonzoli (The Backyardigans) – serie animata, episodio 4×10 (2009)
- I Griffin (Family Guy) – serie animata, episodio 12×07 (2013)
- I pinguini di Madagascar (The Penguins of Madagascar) – serie animata, episodio 3×19 (2015)
- LEGO Batman - Il film (The Lego Batman Movie), regia di Chris McKay (2017)
- Death Stranding - Videogioco (2020)
- Clarence Polkawitz in Final Space – serie animata, 15 episodi (2018-2021)
- Glaxxon 5000 in I Mitchell contro le macchine (The Mitchells vs. the Machines), regia di Mike Rianda (2021)

### Produttore
- Late Night with Conan O'Brien – programma televisivo (1993-2009)
- Outlaw – serie TV (2010)
- Conan – talk show (2010-2021)
- Eagleheart – serie TV (2011-2014)
- Super Fun Night – serie TV (2013-2014)
- Final Space – serie animata (2018-2021)
- Conan O'Brien Must Go – programma televisivo (2024-presente)

## Doppiatori italiani
Nelle versioni in italiano dei suoi lavori, Conan O'Brien è stato doppiato da:
- Massimo De Ambrosis in Now You See Me
- Oliviero Dinelli in 30 Rock
- Marco Mete in Web Therapy
- Francesco Prando in Kidding - Il fantastico mondo di Mr. Pickes

Da doppiatore è stato sostituito da:
- Vittorio De Angelis in Futurama
- Sacha Pilara in LEGO Batman - Il film
- Giuseppe Ippoliti in I Mitchell contro le macchine
- Luigi Ferraro in Death Stranding

## Premi e riconoscimenti
- 1989 - Premio Emmy per la miglior sceneggiatura di un varietà o programma musicale
- 1997 - Writers Guild of America Award categoria Commedia/Varietà
- 2000 - Writers Guild of America Award categoria Commedia/Varietà
- 2002 - Writers Guild of America Award categoria Commedia/Varietà
- 2003 - Writers Guild of America Award categoria Commedia/Varietà
- 2005 - Writers Guild of America Award categoria Commedia/Varietà
- 2006 - Writers Guild of America Award categoria Commedia/Varietà
- 2007 - Premio Emmy categoria premio individuale per la miglior sceneggiatura di un varietà o programma musicale